# Gerhard Brassin
Gerhard Brassin (Aquisgrà, 1843 - 1890) fou un violinista i compositor alemany
Els seus pares eren cantants i foren els seus primers mestres. Germà de Louis i Leopold. Fou professor de l'escola musical de Berna, mestre de concerts a Goteborg (Suècia), professor el 1874 del conservatori Sternberg a Berlín i el 1875 de la societat coral de Wrocław. Emprengué diverses excursions artístiques per Alemanya, Anglaterra i Escandinàvia, tant amb els seus germans com amb Carlota Patti, i compongué diversos retalls per a violí.